# Giovanni Sottocornola
Giovanni Sottocornola (Milano, 1º agosto 1855 – Milano, 12 febbraio 1917) è stato un pittore e restauratore italiano.

## Biografia
Di famiglia operaia, per l’improvvisa morte del padre è costretto fin in giovane età a prendersi cura della numerosa famiglia lavorando come garzone e presso la Tesoreria.
Nel 1875 si iscrive all'Accademia di Belle Arti di Brera, dove fino al 1880 frequenta i corsi del verista Raffaele Casnedi e Giuseppe Bertini e dove frequenta i compagni Gaetano Previati, Emilio Longoni, Francesco Filippini, Giuseppe Mentessi, Eugenio Gignous e Giovanni Segantini. 
Nel 1882 esordisce all'Esposizione annuale di Brera con Pettegolezzi, Studio dal vero e due ritratti di signore.
In questa prima fase della sua attività pittorica, Sottocornola si dedica principalmente alla produzione di ritratti e nature morte di stampo verista, realizzati secondo i canoni del naturalismo lombardo. 
Nel 1883 sposa Luigia Carati, due anni dopo nasce Anita, protagonista come modella in numerose opere, seguita da Maria (Mariuccia) nel 1897, da un bambino e Giuseppina, entrambi morti in tenera età.
Nel 1885 espone all'Accademia Ritratto della moglie Luigia Carati e Anch’io pittore!, l'anno successivo presenta Piccola fruttivendola e Venditrice di zucche alla prima mostra della Società per le Belle Arti ed Esposizione Permanente di Milano, a Venezia nel 1887 Dilettante e Una pagina comica, insieme a Ritratto della moglie Luigia Carati e Anch’io pittore!.
Nel 1889 presenta Frutera a Montevideo, nell'ambito di una mostra organizzata dal mercante milanese Alessandro Zorzi e Cesta d'uva alla Permanente di Milano, l'anno successivo a Milano altre cinque nature morte.
Tra il 1891 e il 1897, periodo storico ricco di contestazioni e manifestazioni da parte dei lavoratori si accosta, come fra gli altri Emilio Longoni, Angelo Morbelli e Plinio Nomellini al tema del verismo sociale, evidente in opere come Muratore (figura al vero), esposto alla prima Triennale di Milano del 1891 insieme a Uva, Effetto di tempo grigio e Fuori di porta e L'alba dell'operaio, presentato alla terza Triennale del 1897, opera che segna la piena e convinta adesione alla tecnica divisionista.
Nel 1894 presenta all'Esposizione Triennale Effetto d'alba e Gioia mia! (Gioia materna), uno dei maggiori successi di critica di Sottocornola, tanto nel 1896 ha una seconda versione dai colori più accesi chiamata Gioie materne, e che viene riproposto a Buenos Aires nel 1898. Mentre alla Quarta Triennale di Brera del 1900 espone Ritratto di donna e Libro azzurro.
Negli anni successivi al 1898 abbandona la tematica della pittura a sfondo sociale e impegnata, tornando a dedicarsi al ritratto e alle scene di genere ispirate agli affetti familiari e del proprio ambito domestico, con soggetti prevalentemente femminili riprodotti con tecnica divisionista e il frequente utilizzo del pastello. In questo periodo sono frequenti i soggiorni nelle Prealpi lombarde e sulle montagne della Valassina.
A partire dal 1900, presso lo studio milanese di Via Milazzo, opera una propria scuola privata che annovera tra gli allievi Carlo Pietro Colombo, Luigi Borgo Maineri, Ugo Bernasconi, Mario Bezzola e diverse pittrici,  tra le quali Maria Pensa, Teresita Anselmi, Mariquita Rigamonti e Francesca Vescovi.
Si occupa, in qualità di restauratore, degli affreschi di Bernardino Luini nella chiesa del Monastero maggiore di Milano e della chiesa di S.Antonio di Milano.
Nel 1905 espone a Venezia due ritratti di bambini, nel 1908 presenta alla nazionale di Brera L’onomastico della mamma, nel 1912 il dittico Giovinezza, alla Permanente del 1914 presenta Ritratto e Luce e lavoro, opera che ottiene il premio Cassani consistente nell'acquisto da parte dell'Accademia di Brera di un'opera da destinare alla Galleria d'Arte Moderna di Milano a tema la ricerca del sincero sentimento, l'anno successivo Si avvicina la notte e Occhi neri.
Muore improvvisamente il 12 febbraio 1917: viene sepolto nel Cimitero Monumentale di Milano; in seguito i suoi resti verranno ivi composti in una celletta dell'Ossario centrale..
Nel 1917, presso la sede della Famiglia Artistica Milanese, viene organizzata a cura dell'allievo Ugo Bernasconi una esposizione personale postuma delle opere di Sottocornola.

## Stile
Dopo il debutto come autore di nature morte (Frutera, Venditrice di zucche) e di apprezzati ritratti a sfondo verista (Anch’io pittore, dove è evidente l'influenza di Antonio Mancini nel soggetto e nella stesura pittorica a rapidi tocchi), tra il 1891 e il 1897, in linea con le tendenze del gruppo culturale milanese cui appartiene si avvia all'esperienza divisionista con temi di impegno sociale e impegnato, evidente in opere come Muratore (figura al vero) e il noto L'alba dell'operaio, opere che rappresentano le tormentate dinamiche che agitano la Milano di fine Ottocento e la sua dedizione al tema del lavoro, che ha sperimentato sulla propria pelle nei primi anni di gioventù.
Negli anni successivi al 1898 si dedica al ritratto intimista e alle scene di genere, prevalentemente a soggetto femminile e dell'infanzia, ispirate agli affetti familiari e del proprio ambito domestico, riproducendo con frequenza la moglie e le figlie alternando
olio, sanguigna e pastello, tecnica che gli consente di accentuare gli effetti di luce e controluce (La rosa bianca, Luce e lavoro).
La lettura anticipa opere di analogo soggetto realizzate dagli amici Plinio Nomellini e Angelo Morbelli.
Dal 1910 fino alla sua morte, Sottocornola si dedica alla riproduzione di scene agresti, panorami montani e lacustri, sul modello della pittura dell'amico Giovanni Segantini, il principale esponente divisionista.
Sottocornola, a livello tecnico, è apprezzato per l'ottima applicazione nella resa del controluce e di toni chiari, con il quale riesce a rivelare con acuta resa psicologica l'animo di fanciulle e bambini.
Nella rappresentazione di scene alpestri, la critica trova molte similitudini con le scene riprodotte dall'amico Giovanni Segantini, rese con una forma sfumata caratteristica della sua pittura.

## Opere principali
- Frutera (Venditrice di frutta) (1884 - 1886), olio su tela, collezione privata (Fondazione Cariplo, Milano)[8];
- Anch’io pittore! (1885), olio su tela, collezione privata (Fondazione Cariplo, Milano)[9];
- Piccola fruttivendola (1885), olio su tela, collezione privata;
- Interno di stalla (1885-1890), olio su tela, collezione privata;
- Ritratto di Salvatore Carati (1886), olio su tela, collezione privata;
- Ritratto del senatore avvocato Mario Martelli (1886), olio su tela, Musei civici di Lecco[10];
- Il gioco del cerchio (1886), olio su tela, collezione privata;
- Ritratto di Donna Paola Ricciardi Martelli (1887), olio su tela, Musei civici di Lecco[11];
- Ritratto di Nino Martelli (1887), olio su tela, Musei civici di Lecco[12];
- La mia Anita (1888), olio su tela, collezione privata;
- Natura morta con frutta (1889), olio su tela, collezione Cornèr Banca, Lugano;
- Colazione in giardino (1890), pastello su carta, collezione privata;
- Ritratto di Luigia Carati, moglie dell’artista (1890), olio su tela, collezione privata;
- Fuori di porta (Le sorelle) (1891), olio su tela, collezione privata;
- Muratore (figura al vero) (1891), olio su tela, collezione privata (Fondazione Cariplo, Milano);
- L’uscita delle operaie dallo stabilimento Pirelli (1891 - 1895), olio su tela, collezione privata;
- Gioia mia! (1894), olio su tela, Collezione Palazzo Foresti, Carpi;
- Gioie materne (1894 - 1896), olio su tela, collezione privata (Fondazione Cariplo, Milano)[13];
- Libro azzurro (1895), pastello su carta, collezione privata;
- Serenità (1896), olio su tela, collezione privata;
- L'alba dell'operaio (1897), olio su tela, 1897, Galleria d'Arte Moderna di Milano[14];
- Autoritratto (1898), olio su tela
- La piccola ricamatrice (1900), olio su tela, collezione privata;
- Libro azzurro (1900), olio su tela, collezione privata;
- Ritratto di Angela Cendali Crespi (1901), olio su tela, Policlinico di Milano[15];
- Mariuccia (1903), pastello su carta, Musei del Castello Sforzesco, Milano[16];
- Ritratto della figlia Anita (1903), olio su tela, Galleria d'Arte Moderna di Milano[17];
- Autoritratto (1905), pastello su cartoncino, Galleria Giannoni, Novara;
- Contadinella (1905-1915), pastello su cartoncino, Galleria Giannoni, Novara;
- Prime scoperte (1906), olio su tela, collezione privata;
- Raccoglimento (1906), olio su tela, collezione privata;
- Ritratto di bambina (1906), pastello su carta, Pinacoteca “Il Divisionismo”, Tortona[18];
- La rosa bianca (1907), pastello su cartoncino, Galleria Giannoni, Novara;
- La lettura (1910), olio su tela, Galleria Giannoni, Novara;
- Bambini al sole (1910-1915), olio su tela, Galleria Giannoni, Novara;
- Fine del giorno (Pastorella con pecore) (1912), olio su tela, collezione privata;
- La preferita (1912), olio su tela, Pinacoteca “Il Divisionismo”, Tortona;
- Luce e lavoro (1914), pastello su carta, Pinacoteca di Brera, Milano;
- Ritorno all’ovile (1916), pastello su cartone, Galleria Giannoni, Novara;
- Nonna Ercolina (1916), olio su tela, collezione privata;
- Alberi (non datato), olio su tela, collezione privata;
- La lettera (non datato), olio su tela, collezione privata;
- Guardiana dei tacchini (non datato), olio su tela, collezione privata.